# بلجيوم (إلينوي)
بلجيوم (بالإنجليزية: Belgium)‏ هي منطقة سكنية تقع في الولايات المتحدة في مقاطعة فيرميليون، إلينوي.  يقدر عدد سكانها بـ 466 نسمة  وترتفع عن سطح البحر 199 متر.

## التركيبة السكانية
حدّد مكتب تعداد الولايات المتحدة بيانات التركيبة السكانية لبلجيوم في تعداد الولايات المتحدة. في ما يلي، التركيبة السكانية حسب تعدادي 2000 و2010.

### تعداد عام 2000
بلغ عدد سكان بلجيوم 466 نسمة بحسب تعداد عام 2000، وبلغ عدد الأسر 185 أسرة وعدد العائلات 114 عائلة مقيمة في القرية. في حين سجلت الكثافة السكانية 416.1 نسمة لكل كيلومتر مربع (1,077.7/ميل2). وبلغ عدد الوحدات السكنية 202 وحدة بمتوسط كثافة قدره 180.4 لكل كيلومتر مربع (467.2/ميل2).
وتوزع التركيب العرقي للقرية بنسبة 98.50% من البيض و0.21% من الأمريكيين الأصليين و0.86% من الأعراق الأخرى و0.43% من عرقين مختلطين أو أكثر و2.36% من الهسبانيون أو اللاتينيون من أي عرق.
بلغ عدد الأسر 185 أسرة كانت نسبة 39.5% منها لديها أطفال تحت سن الثامنة عشر تعيش معهم، وبلغت نسبة الأزواج القاطنين مع بعضهم البعض 45.9% من أصل المجموع الكلي للأسر، ونسبة 10.3% من الأسر كان لديها معيلات من الإناث دون وجود شريك،  بينما كانت نسبة 5.4% من الأسر لديها معيلون من الذكور دون وجود شريكة وكانت نسبة 38.4% من غير العائلات. تألفت نسبة 33% من أصل جميع الأسر من عدة أفراد يعيشون في نفس المنزل ونسبة 11.4% كانت تتألف من شخص يعيش بمفرده يبلغ من العمر 65 عاماً أو أكثر. وبلغ متوسط حجم الأسرة المعيشية 2.52، أما متوسط حجم العائلات فبلغ 3.21.
بلغ العمر الوسطي للسكان 34.3 عاماً. وكانت نسبة 28.8% من القاطنين تحت سن الثامنة عشر، وكانت نسبة 7.5% بين الثامنة عشر والرابعة والعشرين عاماً، ونسبة 31.3% كانت واقعةً في الفئة العمرية ما بين الخامسة والعشرين والرابعة والأربعين عاماً، ونسبة 20.4% كانت ما بين الخامسة والأربعين والرابعة والستين، ونسبة 12% كانت ضمن فئة الخامسة والستين عاماً فما فوق. يوجد لكل 100 أنثى 92.6 ذكر، ويوجد لكل 100 أنثى في الثامنة عشر من عمرها فما فوق 102.4 ذكر.
بلغ متوسط دخل الأسرة في القرية 32,500 دولارًا، أما متوسط دخل العائلة فبلغ 35,357 دولارًا. وكان متوسط دخل الذكور 30,096 دولارًا مقابل 22,708 دولارًا للإناث. وسجل دخل الفرد الخاص بالقرية 16,038 دولارًا. وكانت نسبة 13% من العائلات ونسبة 13.1% من السكان تحت خط الفقر، وكان من هؤلاء نسبة 13.2% تحت سن الثامنة عشر ونسبة 21.2% في الخامسة والستين من العمر وما فوق.

### تعداد عام 2010
بلغ عدد سكان بلجيوم 404 نسمة بحسب تعداد عام 2010، وبلغ عدد الأسر 168 أسرة وعدد العائلات 108 عائلة مقيمة في القرية. في حين سجلت الكثافة السكانية 360.7 نسمة لكل كيلومتر مربع (934.2/ميل2). وبلغ عدد الوحدات السكنية 191 وحدة بمتوسط كثافة قدره 170.5 لكل كيلومتر مربع (441.6/ميل2).
وتوزع التركيب العرقي للقرية بنسبة 97.03% من البيض و0.50% من الأمريكيين الأفارقة و0.25% من الأمريكيين ذوي الأصول الآسيوية و0.99% من الأعراق الأخرى و1.24% من عرقين مختلطين أو أكثر و0.50% من الهسبانيون أو اللاتينيون من أي عرق.
بلغ عدد الأسر 168 أسرة كانت نسبة 32.7% منها لديها أطفال تحت سن الثامنة عشر تعيش معهم، وبلغت نسبة الأزواج القاطنين مع بعضهم البعض 42.9% من أصل المجموع الكلي للأسر، ونسبة 13.1% من الأسر كان لديها معيلات من الإناث دون وجود شريك،  بينما كانت نسبة 8.3% من الأسر لديها معيلون من الذكور دون وجود شريكة وكانت نسبة 35.7% من غير العائلات. تألفت نسبة 29.2% من أصل جميع الأسر من عدة أفراد يعيشون في نفس المنزل ونسبة 12.5% كانت تتألف من شخص يعيش بمفرده يبلغ من العمر 65 عاماً أو أكثر. وبلغ متوسط حجم الأسرة المعيشية 2.40، أما متوسط حجم العائلات فبلغ 2.92.
بلغ العمر الوسطي للسكان 39.4 عاماً. وكانت نسبة 23% من القاطنين تحت سن الثامنة عشر، وكانت نسبة 6.7% بين الثامنة عشر والرابعة والعشرين عاماً، ونسبة 27.7% كانت واقعةً في الفئة العمرية ما بين الخامسة والعشرين والرابعة والأربعين عاماً، ونسبة 29.5% كانت ما بين الخامسة والأربعين والرابعة والستين، ونسبة 13.1% كانت ضمن فئة الخامسة والستين عاماً فما فوق. وتوزع التركيب الجنسي للسكان بنسبة 49.3% ذكور و50.7% إناث.